# Gemarkung Gerlaser Forst
Die Gemarkung Gerlaser Forst liegt auf dem Gemeindegebiet von Bad Steben im Landkreis Hof (Oberfranken, Bayern). Bis zum 31. Dezember 2024 lag sie auch auf dem gemeindefreien Gebiet Gerlaser Forst. Dieses wurde mit dem 1. Januar 2025 in die Gemeinde Bad Steben eingegliedert. Die Gemarkung hat eine Fläche von 5,843 km² und ist in 22 Flurstücke aufgeteilt, die eine durchschnittliche Flurstücksfläche von 265.604,49 m² haben. Benachbarte Gemarkungen sind Forst Schwarzenbach am Wald im Westen und Süden, Gerlodsgrün und Bobengrün im Norden, Thierbach im Osten, Lippertsgrün und Räumlas im Süden.